# Chrysofenine
Chrysofenine (ook wel chrysofenine-G of Direct Yellow 12 genoemd) is een heldergele azokleurstof uit de groep van stilbeenkleurstoffen. Ze wordt bekomen door Brilliant Yellow te laten reageren met chloorethaan, waardoor de twee hydroxylgroepen van Brilliant Yellow omgezet worden in ethergroepen. In zuivere toestand is het een oranje poeder.
Chrysofenine vertoont een affiniteit voor cellulose. Ze wordt gebruikt voor het verven van katoen, wol, zijde en leder, en ook voor het maken van pigmenten voor het coaten van papier en behangpapier. Ze kan ook gebruikt worden voor histologische kleuring.